# Mbale, Uganda
Mbale  este un oraș  în  Uganda. Este reședinta  districtului Mbale.